# Druppelbergtangare
De druppelbergtangare (Anisognathus lacrymosus) is een zangvogel uit de familie Thraupidae (tangaren).

## Verspreiding en leefgebied
Deze soort telt 9 ondersoorten:
- A. l. pallididorsalis: noordelijk Colombia en noordwestelijk Venezuela.
- A. l. melanops: westelijk Venezuela.
- A. l. tamae: noordoostelijk Colombia en westelijk Venezuela.
- A. l. yariguierum: centraal Colombia.
- A. l. intensus: zuidwestelijk Colombia.
- A. l. olivaceiceps: westelijk Colombia.
- A. l. palpebrosus: van zuidelijk Colombia tot centraal Ecuador.
- A. l. caerulescens: zuidelijk Ecuador en noordelijk Peru.
- A. l. lacrymosus: centraal Peru.